# UFC on ESPN: Rodriguez vs. Waterson
UFC on ESPN: Rodriguez vs. Waterson（ユーエフシー・オン・イーエスピーエヌ：ロドリゲス・バーサス・ウォーターソン、別名UFC on ESPN 24）は、アメリカ合衆国の総合格闘技団体「UFC」の大会の一つ。2021年5月8日、ネバダ州ラスベガスのUFC APEXで開催された。

## 大会概要
本大会はマリナ・ロドリゲスとミシェル・ウォーターソンの女子フライ級戦が組まれた。

## 試合結果

### プレリミナリーカード
第1試合 ウェルター級 5分3R
○  カールストン・ハリス vs.  クリスチャン・アギレラ ×
1R 2:52 アナコンダチョーク
第2試合 ミドル級 5分3R
○  パク・ジョンヨン vs.  テフォン・チュクウィ ×
3R終了 判定2-0（30-25、29-26、28-28）
第3試合 フェザー級 5分3R
○  マイケル・トリザーノ vs.  ルドビト・クライン ×
3R終了 判定3-0（29-28、29-28、30-27）

### メインカード
第4試合 ミドル級 5分3R
○  フィル・ハウズ vs.  カイル・ドーカス ×
3R終了 判定3-0（30-26、30-26、29-27）
第5試合 160.5ポンド契約 5分3R
○  グレゴール・ガレスピー vs.  ディエゴ・フェレイラ ×
2R 4:51 TKO（パウンド）
※フェレイラの体重超過によりライト級から変更
第6試合 ヘビー級 5分3R
○  マルコス・ホジェリオ・デ・リマ vs.  モーリス・グリーン ×
3R終了 判定3-0（30-26、30-26、30-27）
第7試合 ウェルター級 5分3R
○  ニール・マグニー vs.  ジェフ・ニール ×
3R終了 判定3-0（29-28、29-28、30-27）
第8試合 ウェルター級 5分3R
○  アレックス・モロノ vs.  ドナルド・セラーニ ×
1R 4:40 TKO（スタンドパンチ連打）
第9試合 女子フライ級 5分5R
○  マリナ・ロドリゲス vs.  ミシェル・ウォーターソン ×
5R終了 判定3-0（48-47、49-46、49-46）

### 各賞
ファイト・オブ・ザ・ナイト：グレゴール・ガレスピー vs. ディエゴ・フェレイラ
パフォーマンス・オブ・ザ・ナイト：アレックス・モロノ、カールストン・ハリス
各選手にはボーナスとして5万ドルが授与された。

### カード変更
負傷などによるカードの変更は以下の通り。